# Joseph Nérette
Joseph C. Nérette (* 9. April 1924 in Port-au-Prince; † 29. April 2007 ebenda) war ein haitianischer Politiker, Richter und kommissarischer Präsident von Haiti.

## Biografie

### Studium und berufliche Laufbahn
Joseph Nérette absolvierte ein Studium der Rechtswissenschaften und Wirtschaftswissenschaften an der Université d'État d'Haïti, das er 1950 mit dem Lizenziat abschloss. Anschließend war er zehn Jahre als Lehrer für Geschichte, Spanische Sprache und Mathematik in Hinche im Département Centre tätig. 1961 war er für kurze Zeit Stellvertreter des Regierungskommissars von Hinche, bevor er von 1961 bis 1971 Dozent für Mathematik am Lycée Toussaint L’Ouverture in Hinche war.
Von 1971 bis 1978 war er Stellvertreter des Regierungskommissars am Zivilgericht (Tribunal Civil) von Port-au-Prince, ehe er danach bis 1988 Stellvertreter des Regierungskommissars am Kassationsgericht (Cour de Cassation) war. 1988 erfolgte schließlich seine Berufung zum Richter am Kassationsgericht.

### Amtierender Präsident 1991 bis 1992
Nach dem Sturz des gewählten Präsidenten Jean-Bertrand Aristide wurde er durch die Militärjunta unter Generalleutnant Raoul Cédras am 8. Oktober 1991 zum kommissarischen Präsidenten von Haiti ernannt. Tatsächlich verblieb die Macht jedoch weitgehend bei der Militärjunta. Gespräche über eine Rückkehr von Aristide nach Haiti machte er von seinem Verbleib im Amt des amtierenden Präsidenten abhängig. Als solcher blieb er bis zu seiner Ablösung durch Marc Bazin am 19. Juni 1992 im Amt.
Nach seinem Ausscheiden aus dem Präsidentenamt zog er sich aus der Regierungspolitik zurück. Nach einer mehrjährigen Erkrankung an Lungenkrebs verstarb er im Alter von 83 Jahren.